# Sandfell (berg i Island, Västlandet, lat 65,30, long -21,70)
Sandfell är ett berg i republiken Island. Det ligger i regionen Västlandet, 130 km norr om huvudstaden Reykjavík. Toppen på Sandfell är 548 meter över havet, eller 58 meter över den omgivande terrängen. Bredden vid basen är 1,3 km.
Trakten runt Sandfell är nära nog obefolkad, med mindre än två invånare per kvadratkilometer. Trakten runt Sandfell består i huvudsak av gräsmarker.